# Cyrtandra jugalis
Cyrtandra jugalis är en tvåhjärtbladig växtart som beskrevs av Albert Charles Smith. Cyrtandra jugalis ingår i släktet Cyrtandra och familjen Gesneriaceae. Inga underarter finns listade i Catalogue of Life.